# Digitale geesteswetenschappen

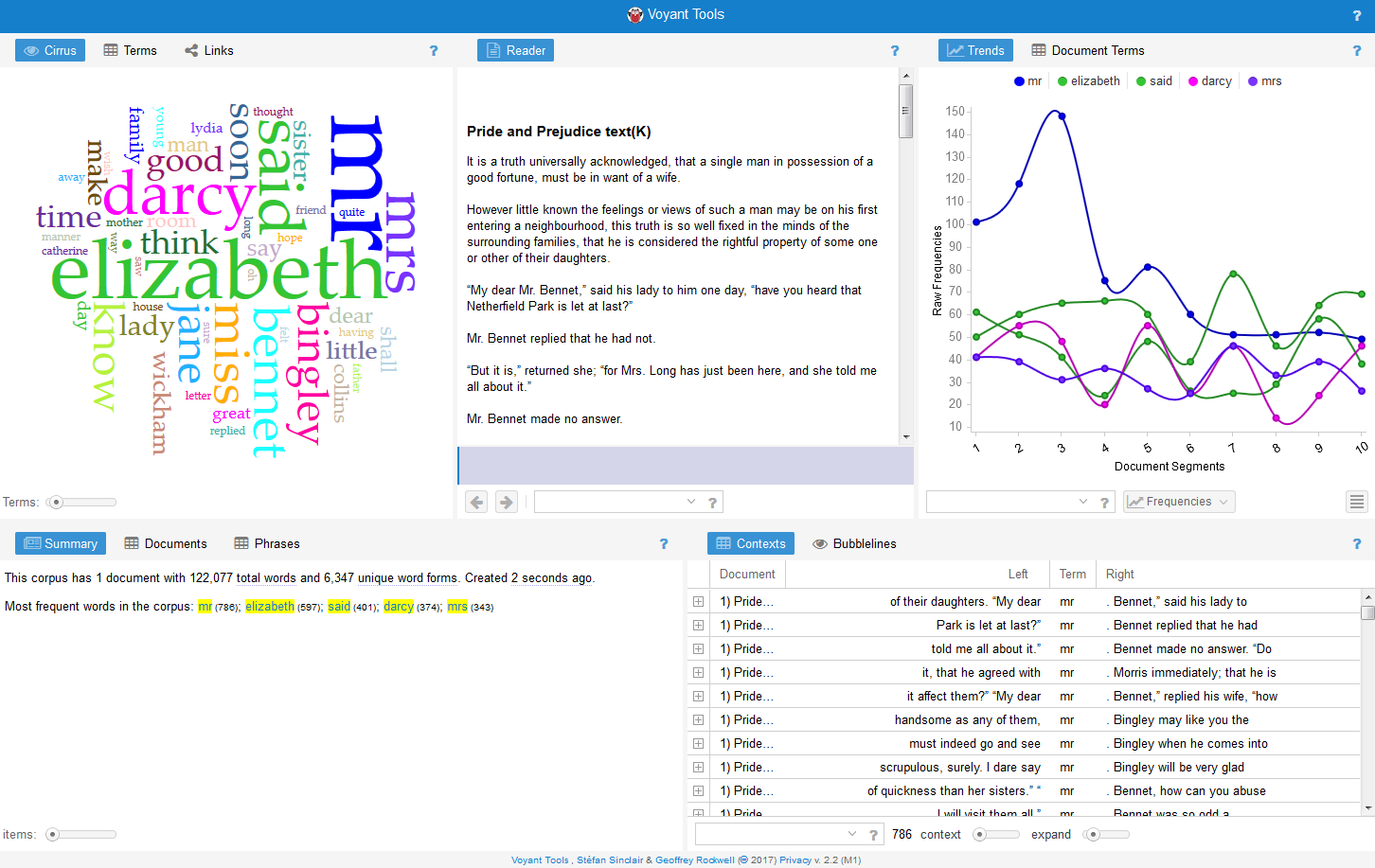
Voorbeeld van een tekstanalyseprogramma dat wordt gebruikt om een roman te bestuderen, Pride and Prejudice van Jane Austen in Voyant Tools

De digitale geesteswetenschappen vormen een domein van de wetenschappen op het raakvlak van computerwetenschappen, digitale technieken en de klassieke disciplines van de geesteswetenschappen. Het omvat het systematische gebruik van digitale bronnen in de geesteswetenschappen, evenals de analyse van hun afgeleide werken.
Door nieuwe toepassingen en technieken te creëren en te gebruiken, maken digitale geesteswetenschappen nieuwe vormen van onderwijs en onderzoek mogelijk en bestudeert en bekritiseert het tegelijkertijd hoe deze het cultureel erfgoed en de digitale cultuur beïnvloeden. Een specifiek kenmerk van digitale geesteswetenschappen is een intense interactie tussen de geesteswetenschappen en de digitale cultuur: het veld maakt gebruik van technologie bij onderzoeksprojecten in de geesteswetenschappen en onderwerpt de technologie aan een humanistische bevraging.

## Definitie en raakvlakken
Digitale geesteswetenschappen kunnen worden omschreven als nieuwe onderzoeksmethoden die gebruik maken van samenwerking, transdisciplinair en computerondersteund onderzoek, onderwijs en publicatie. Een indicatie is dat het gedrukte woord niet langer het belangrijkste medium is voor het verzamelen, de productie en de distributie van kennis.
De definitie van de digitale geesteswetenschappen wordt voortdurend bijgestuurd door wetenschappers en praktijkmensen. Omdat het veld voortdurend groeit en verandert, kunnen specifieke definities snel verouderd raken of het toekomstige potentieel onnodig beperken. In het tweede deel van de Debates in the Digital Humanities (2016) wordt erkend dat het moeilijk is om het gebied te definiëren: “Naast de digitale archieven, kwantitatieve analyses en projecten voor het maken van tools, omvat digitale geesteswetenschappen een breed scala aan methoden en praktijken: visualisaties van grote beeldverzamelingen, 3D-modellering van historische artefacten, digitale dissertaties, hashtag-activisme en de analyse daarvan, alternate reality games, mobiele experimenten en meer”. In wat wel 'grote trukendoos van DH' wordt genoemd, kan het soms moeilijk zijn om met enige specificiteit te bepalen wat precies digitaal geesteswetenschappelijk werk inhoudt".
Historisch hebben de digitale geesteswetenschappen zich ontwikkeld uit de geesteswetenschappen en worden ze geassocieerd met andere gebieden, zoals humanistische informatica, sociale informatica en mediastudies. Concreet omvatten de digitale geesteswetenschappen een verscheidenheid aan onderwerpen, van het cureren van online collecties van primaire, voornamelijk tekstuele, bronnen tot de datamining van grote culturele datasets en het modelleren van onderwerpen. Digitale geesteswetenschappen omvat zowel gedigitaliseerd (gesaneerd) als natief-digitaal materiaal en combineren methodologieën uit traditionele geesteswetenschappelijke disciplines (zoals retoriek, geschiedenis, filosofie, linguïstiek, literatuur, kunst, archeologie, muziek en cultuurwetenschappen) en sociale wetenschappen met technische instrumenten die worden geleverd door middel van informatica (zoals hypertekst, hypermedia, datamining, statistiek, text mining, digitale cartografie), en digitale publicatie. Verwante subgebieden zijn ontstaan uit de digitale geesteswetenschappen, zoals softwarestudies, platformstudies en kritische codestudies. Gebieden die parallel lopen met de digitale geesteswetenschappen zijn onder meer nieuwe mediastudies en informatiewetenschappen, evenals nieuwe media, spelstudies, met name op gebieden die verband houden met het ontwerp en de productie van digitale geesteswetenschappen, en culturele analyse.

## Historiek
De digitale geesteswetenschappen stammen af van de geesteswetenschappen, waarvan de oorsprong teruggaat tot de jaren dertig en veertig van de 20e eeuw in het pionierswerk van de professor in de Engelse letterkunde Josephine Miles en de jezuïetengeleerde Roberto Busa. In samenwerking met IBM creëerden zij een door de computer gegenereerde concordantie met Thomas van Aquino's geschriften, die bekend staan als de Index Thomisticus. Andere geleerden begonnen mainframes te gebruiken om taken zoals het zoeken, sorteren en tellen van woorden te automatiseren, wat veel sneller ging dan het verwerken van informatie van teksten met handgeschreven of getypte steekkaarten. In de decennia die volgden gebruikten archeologen, classicisten, historici, literaire geleerden en een breed scala aan geesteswetenschappelijke onderzoekers in andere disciplines de opkomende computermethoden om de geesteswetenschappelijke wetenschap om te vormen.
Al snel was er behoefte aan een gestandaardiseerd protocol voor het taggen van digitale teksten en werd het Text Encoding Initiative (TEI) ontwikkeld. Het TEI-project werd gelanceerd in 1987 en publiceerde de eerste volledige versie van de TEI-richtlijnen in mei 1994. TEI hielp bij het vormgeven van het gebied van de elektronische tekststudie en leidde tot Extensible Markup Language (XML), een tag-schema voor het digitaal bewaren en bewerken van teksten (wat nu de basisstructuur is van een Word document). Onderzoekers begonnen ook te experimenteren met databases en hypertekst, die gestructureerd zijn rond links en knooppunten, in tegenstelling tot de standaard lineaire conventie van drukwerk. In de jaren negentig ontstonden er grote digitale tekst- en beeldarchieven in de centra van de geesteswetenschappen in de V.S. (bv. het Women Writers Project, het Rossetti Archive, en The William Blake Archive), die de verfijning en robuustheid van de tekstcodering voor literatuur konden aantonen. De komst van personal computing en het World Wide Web betekende dat het werk van de digitale geesteswetenschappen minder gericht werd op tekst en meer op design. Het multimediale karakter van het internet heeft het mogelijk gemaakt dat het werk van de digitale geesteswetenschappen naast tekst ook audio, video en andere componenten omvat.
De terminologische verandering van "humanities computing" naar "digitale geesteswetenschappen" wordt toegeschreven aan John Unsworth, Susan Schreibman en Ray Siemens, die als redacteuren van de bloemlezing A Companion to Digital Humanities (2004) probeerden te voorkomen dat het veld als "louter digitalisering" werd gezien. De hybride term heeft bijgevolg een overlapping gecreëerd tussen gebieden zoals retoriek en compositie, die gebruik maken van "de methoden van de hedendaagse geesteswetenschappen bij het bestuderen van digitale objecten" en digitale geesteswetenschappen, die gebruik maken van "digitale technieken bij het bestuderen van traditionele geesteswetenschappelijke objecten".
In 2006 lanceerde het National Endowment for the Humanities (NEH) het Digital Humanities Initiative (in 2008 omgedoopt tot Office of Digital Humanities), waardoor de term "digitale geesteswetenschappen" in de Verenigde Staten vrijwel onomkeerbaar is geworden.

## Waarden en methodes
Hoewel projecten en initiatieven op het gebied van de digitale geesteswetenschappen divers zijn, weerspiegelen ze vaak gemeenschappelijke waarden en methoden. Deze kunnen helpen bij het begrijpen van dit moeilijk te definiëren gebied.
Veel digitale geesteswetenschappelijke projecten en tijdschriften zijn vrij toegankelijk en gebruiken een Creative Commons-licentie. Open access is ontworpen om iedereen met een internetapparaat en een internetverbinding in staat te stellen om een website te bekijken of een artikel te lezen zonder te hoeven betalen, en om inhoud te delen met de juiste rechten, meestal een vrije licentie.
Wetenschappers in de digitale geesteswetenschappen gebruiken computermethoden om bestaande onderzoeksvragen te beantwoorden of om bestaande theoretische paradigma's in vraag te stellen of nieuwe vragen en baanbrekende benaderingen te genereren. Een van de doelstellingen is het systematisch integreren van computertechnologie in de activiteiten van geesteswetenschappers, zoals dat in de hedendaagse empirische sociale wetenschappen gebeurt. Ondanks de significante trend in de digitale geesteswetenschappen in de richting van genetwerkte en multimodale vormen van kennis, richt een aanzienlijk deel van de digitale geesteswetenschappen zich echter op documenten en tekst op een manier die het werk van het veld onderscheidt van digitaal onderzoek in mediastudies, informatiestudies, communicatiestudies en sociologie. Een ander doel van de digitale geesteswetenschappen zijn onderzoeksprojecten die tekstuele bronnen overstijgen. Dit omvat de integratie van multimedia, metadata en dynamische omgevingen. Een groeiend aantal onderzoekers in de digitale geesteswetenschappen maken gebruik van computermethoden voor de analyse van grote culturele datasets zoals het Google Books corpus. Historische dagbladen kunnen met behulp van methoden voor het verwerken van grote hoeveelheden data worden geanalyseerd. De analyse van grote hoeveelheden historische kranteninhoud heeft aangetoond hoe periodieke structuren automatisch kunnen worden ontdekt; een soortgelijke analyse werd uitgevoerd op sociale media. Als onderdeel van de grote datarevolutie worden gendervooroordelen, leesbaarheid, gelijkenis van inhoud, voorkeuren van lezers en zelfs de stemming geanalyseerd op basis van text mining-methoden.
De digitale geesteswetenschappen zijn nauw betrokken bij de ontwikkeling van software, die omgevingen en instrumenten bieden voor de productie, curatie en interactie met digitale kennis.

## Tools

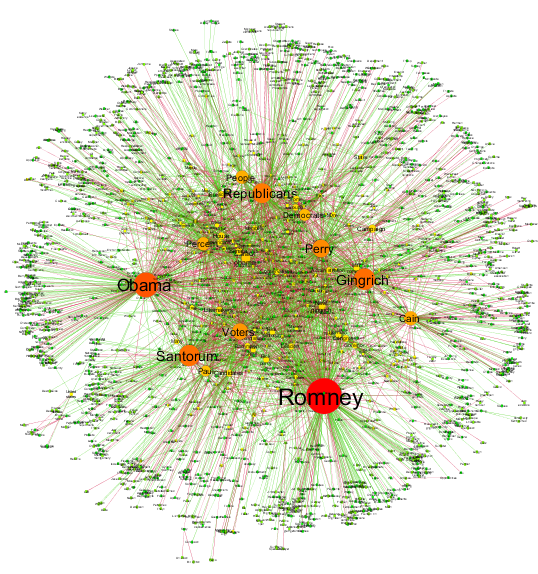
Verhalend netwerk over de Amerikaanse verkiezingen 2012

Wetenschappers op het gebied van de digitale geesteswetenschappen gebruiken een verscheidenheid aan digitale hulpmiddelen voor hun onderzoek, dat kan plaatsvinden in een omgeving die zo klein is als een mobiel apparaat of zo groot als een virtual reality lab. Omgevingen voor het creëren, publiceren en werken met digitale projecten omvatten vele technieken, van persoonlijke uitrusting tot instituten en software tot cyberspace. Sommige academici gebruiken geavanceerde programmeertalen en databases, terwijl anderen, afhankelijk van hun behoeften, minder complexe tools gebruiken. DiRT (Digital Research Tools Directory) biedt een register van digitale onderzoeksinstrumenten voor wetenschappers. TAPoR (Text Analysis Portal for Research) is een toegangspoort tot tekstanalyse en retrieval tools. Een toegankelijk, gratis voorbeeld van een online tekstanalyseprogramma is Voyant Tools, dat alleen vereist dat de gebruiker een tekst of een URL kopieert en plakt en vervolgens op de knop 'onthullen' klikt om het programma uit te voeren. Er is ook een lijst van online of downloadbare digitale geesteswetenschappen-tools die grotendeels vrij toegankelijk zijn, gericht op het helpen van studenten en anderen die geen toegang hebben tot institutionele servers. Andere populaire open source tools zijn web publishing platformen zoals WordPress en Omeka.

## Projecten
Bij projecten op het gebied van de digitale geesteswetenschappen is de kans groter dat er een team of een lab betrokken is dan bij projecten op het gebied van de traditionele geesteswetenschappen, dat kan bestaan uit docenten, personeel, afgestudeerde of gepromoveerde studenten, informaticadeskundigen en partners in galerijen, bibliotheken, archieven en musea. Vaak worden meerdere mensen krediet en auteurschap gegeven om deze samenwerking te weerspiegelen, net zoals in de natuurwetenschappen, verschillend van het auteursmodel in de traditionele geesteswetenschappen.
Er zijn duizenden digitale geesteswetenschappelijke projecten, variërend van kleinschalige projecten met beperkte, of zonder financiering, tot grootschalige projecten met meerjarige financiële steun. Sommige projecten worden voortdurend geactualiseerd, terwijl andere misschien niet worden aangepast door verlies van ondersteuning of belangstelling, maar ze kunnen nog steeds online blijven, in bètaversie of in een voltooide vorm. Enkele voorbeelden van de verscheidenheid aan projecten in het veld zijn:

### Digitale archieven

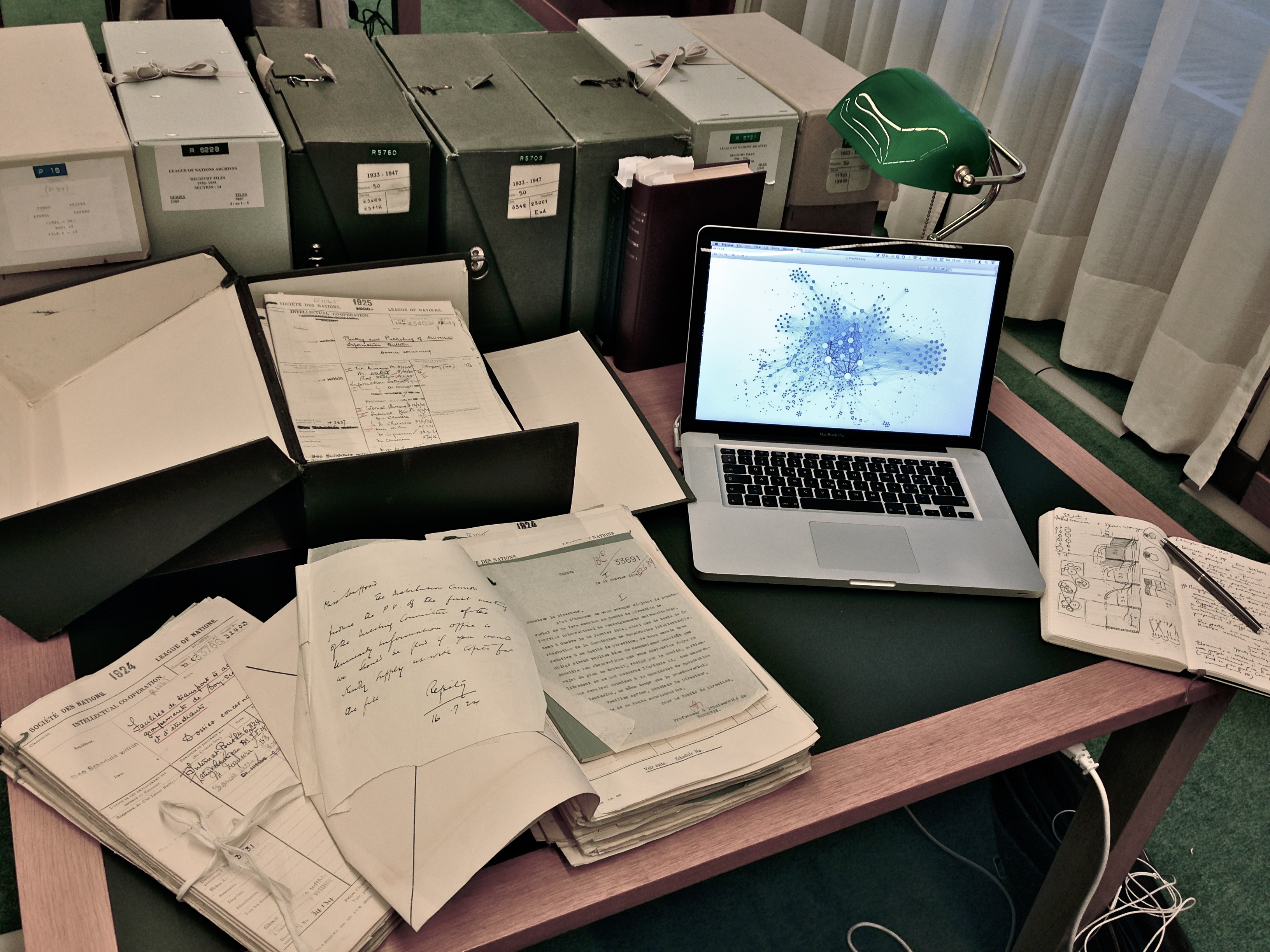
Voorbeeld van Sociale netwerkanalyse als archiveringsinstrument bij de Volkenbond

Het Women Writers Project (gestart in 1988) is een langlopend onderzoeksproject om pre-Victoriaanse vrouwelijke schrijvers toegankelijker te maken via een elektronische collectie van zeldzame teksten. Het Walt Whitman Archive (begonnen in de jaren negentig) creëerde een hypertekst en wetenschappelijke uitgave van Whitman's werk en bevat nu foto's, geluiden en de enige uitgebreide bibliografie van de Whitman-kritiek op dit moment. Het Emily Dickinson Archive (gestart in 2013) is een verzameling beelden in hoge-resolutie van Dickinson's poëziehandschriften en een doorzoekbaar lexicon van meer dan 9.000 woorden die in de gedichten voorkomen.
Het Digitaal Archief Slavenverenigingen (voorheen Kerkelijke en Seculiere Bronnen voor Slavenverenigingen), onder leiding van Jane Landers en gehost aan de Universiteit van Vanderbilt, bewaart bedreigde kerkelijke en seculiere documenten die betrekking hebben op Afrikanen en uit Afrika afkomstige volken in slavenmaatschappijen. Dit digitaal archief bevat momenteel 500.000 unieke beelden, daterend uit de 16e tot 20e eeuw, en documenteert de geschiedenis van 6 tot 8 miljoen individuen. Het is de meest uitgebreide verzameling documenten uit de geschiedenis van de Afrikanen in de Atlantische wereld en bevatten ook waardevolle informatie over de inheemse, Europese en Aziatische bevolking die naast hen leefde.
De betrokkenheid van bibliothecarissen en archivarissen speelt een belangrijke rol in projecten op het gebied van de digitale geesteswetenschappen vanwege de recente uitbreiding van hun rol, zodat deze nu ook betrekking heeft op digitale curatie, wat van cruciaal belang is voor het behoud, de promotie en de toegankelijkheid van digitale collecties, en de toepassing van wetenschappelijke oriëntatie op projecten binnen het gebied van de digitale geesteswetenschappen. Een specifiek voorbeeld hiervan is het initiatief waarbij archivarissen, wetenschappers en academici helpen bij het opbouwen van hun projecten door middel van hun ervaring in het evalueren, implementeren en aanpassen van metadata modellen voor bibliotheekcollecties.
De initiatieven van de Nationale Autonome Universiteit van Mexico is een ander voorbeeld van een project op het gebied van de digitale geesteswetenschappen. Het gaat onder meer om de digitalisering van 17de-eeuwse manuscripten, een elektronisch corpus van de Mexicaanse geschiedenis van de 16de tot de 19de eeuw, en de visualisatie van pre-Spaanse archeologische sites in 3-D.

### Culturele analyse
Culturele analyse verwijst naar het gebruik van computermethodes voor de exploratie en de analyse van grote visuele collecties en ook van hedendaagse digitale media. Het concept werd in 2005 ontwikkeld door Lev Manovich, die vervolgens in 2007 het Cultural Analytics Lab oprichtte in het Qualcomm Institute at California Institute for Telecommunication and Information (Calit2). Het lab gebruikt methoden op het gebied van de informatica, Computer Vision genaamd, vele soorten historische en hedendaagse visuele media, bijvoorbeeld, alle covers van het tijdschrift Time, gepubliceerd tussen 1923 en 2009, 20.000 historische kunstfoto's uit de collectie in het Museum of Modern Art (MoMA) in New York, een miljoen pagina's uit Manga-boeken, en 16 miljoen beelden die gedeeld werden op Instagram in 17 wereldsteden. Culturele analyse omvat ook het gebruik van methoden van media-ontwerp en datavisualisatie voor het creëren van interactieve visuele interfaces voor de verkenning van grote visuele verzamelingen, bijvoorbeeld, Selfiecity en On Broadway.
Cultureel analyseonderzoek richt zich ook op een aantal theoretische vragen. Hoe kunnen we gigantische culturele universa van zowel door gebruikers gegenereerde, als professionele media-inhoud die vandaag de dag worden gecreëerd, "observeren" zonder ze terug te brengen tot gemiddelden, uitschieters of reeds bestaande categorieën? Hoe kan het werken met grote culturele gegevens ons helpen onze stereotypen en veronderstellingen over culturen in vraag te stellen? Welke nieuwe theoretische culturele concepten en modellen zijn nodig om de wereldwijde digitale cultuur met haar nieuwe megaschaal, snelheid en connectiviteit te bestuderen?
De term "culturele analyse" (of "cultuuranalyse") wordt nu door veel andere onderzoekers gebruikt, zoals blijkt uit twee academische symposia, een vier maanden durend onderzoeksprogramma aan de UCLA dat 120 toonaangevende onderzoekers van universitaire en industriële laboratoria samenbracht, een academisch peer-review Journal of Cultural Analytics, opgericht in 2016, en uit academische vacatures.

### Tekstanalyse en visualisatie

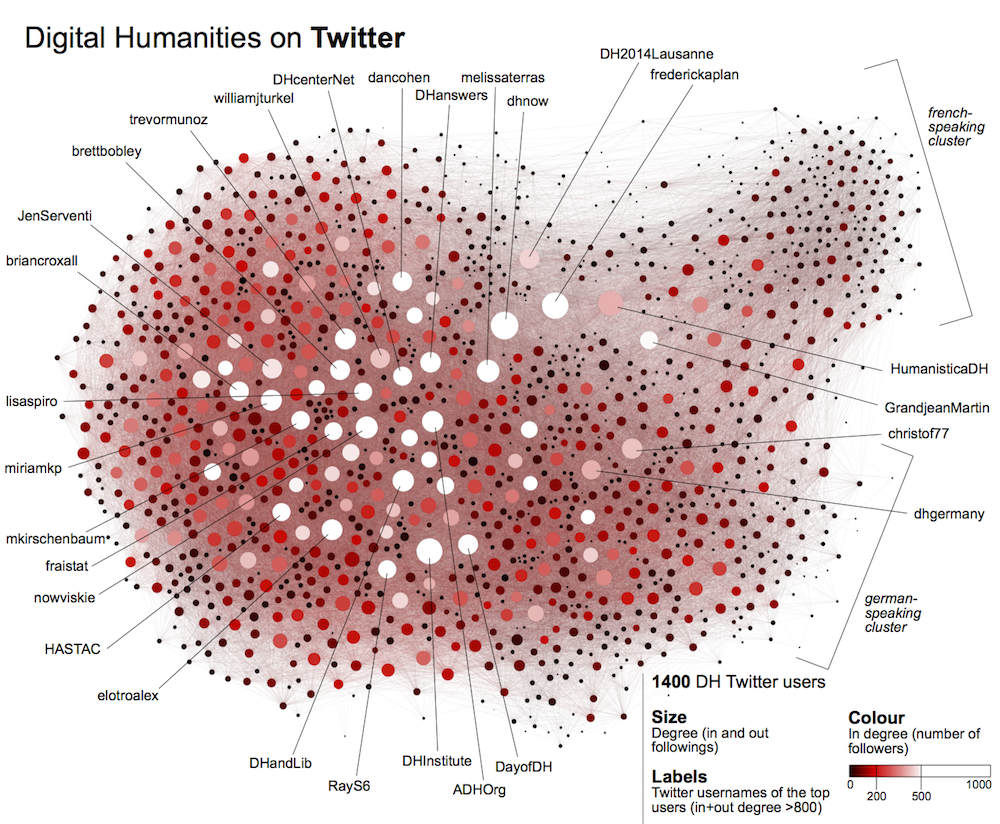
Netwerkanalyse: grafiek van Twitter-gebruik over Digital Humanities

WordHoard (begonnen in 2004) is een vrij beschikbare applicatie die wetenschappelijke maar niet-technische gebruikers in staat stelt om op nieuwe manieren diepgetagde teksten te lezen en te analyseren, waaronder de canon van het vroeg-Griekse epos, Chaucer, Shakespeare en Spenser. De Republiek der Letteren (begonnen in 2008) wil het sociale netwerk van verlichtingsschrijvers visualiseren door middel van een interactieve kaart en visualisatietools. Netwerkanalyse en datavisualisatie wordt ook gebruikt voor reflecties over het veld zelf - onderzoekers kunnen netwerkkaarten van sociale media-interacties of infographics maken van gegevens over digitale geesteswetenschappers en -projecten.

### Analyse van macroscopische trends in culturele veranderingen
Culturomics is een vorm van computationele lexicologie die menselijk gedrag en culturele trends bestudeert door middel van kwantitatieve analyse van gedigitaliseerde teksten.  Onderzoekers doorzoeken grote digitale archieven om culturele fenomenen te onderzoeken die weerspiegeld worden in taal- en woordgebruik. De term is een Amerikaans neologisme dat voor het eerst beschreven werd in een wetenschapsartikel uit 2010, getiteld Quantitative Analysis of Culture Using Millions of Digital Books, dat geschreven is door de onderzoekers van Harvard, Jean-Baptiste Michel en Erez Lieberman Aiden.
In een studie uit 2017, gepubliceerd in de Proceedings of the National Academy of Sciences of the United States of America, werd het traject van n-grammen in twee gedigitaliseerde boeken uit het Science-artikel uit 2010 vergeleken met die uit een groot corpus van regionale kranten uit het Verenigd Koninkrijk gedurende 150 jaar. De studie ging verder om meer geavanceerde natuurlijke taalverwerkingstechnieken te gebruiken om macroscopische trends in de geschiedenis en cultuur te ontdekken, waaronder gendervooroordelen, geografische focus, technologie en politiek, samen met nauwkeurige data over specifieke gebeurtenissen.

### Online publiceren
De Stanford Encyclopedia of Philosophy (begonnen in 1995) is een dynamisch naslagwerk over termen, concepten en mensen uit de filosofie, onderhouden door wetenschappers in het veld. MLA Commons biedt een open peer-review site, waar iedereen commentaar kan geven op de door hen ontwikkelende verzameling van onderwijsartefacten in Digital Pedagogy in the Humanities: Concepts, Models, and Experiments (2016). Het Debates in the Digital Humanities platform bevat delen van het gelijknamige open-access boek (2012 en 2016 edities) en biedt lezers de mogelijkheid om met het materiaal aan de slag te gaan door zinnen als interessant te markeren of termen toe te voegen aan een index van de menigte.

### Wikimedia projecten
Bepaalde onderzoeksinstellingen werken samen met de Wikimedia Foundation of vrijwilligers van de community om bijvoorbeeld mediabestanden onder een vrije licentie beschikbaar te maken via Wikimedia Commons of data sets te koppelen of op te laden met Wikidata. Tekstanalyse werd bijvoorbeeld ook uitgevoerd op de bijdragegeschiedenis van artikelen op Wikipedia of zijn projecten.

## Kritiek
Lauren F. Klein en Matthew K. Gold hebben een reeks van kritieken op het gebied van de digitale geesteswetenschappen geïdentificeerd: een gebrek aan aandacht voor kwesties als ras, klasse, geslacht, seksuele geaardheid; een voorkeur voor onderzoeksprojecten boven pedagogische projecten; een gebrek aan politieke betrokkenheid; een ontoereikend niveau van diversiteit onder de beoefenaars ervan; de onmogelijkheid om teksten onder het klassieke auteursrecht te gebruiken; en een institutionele concentratie in goed gefinancierde onderzoeksuniversiteiten. Evenzo hebben Berry en Fagerjord betoogd dat een digitale geesteswetenschapper “zich zouden moeten richten op de noodzaak om kritisch na te denken over de implicaties van rekenkundige beelden, en vragen op te werpen over de noodzaak van een aantal aspecten van deze problematiek. Het is ook belangrijk om de politiek en de normen die zijn ingebed in digitale technologie, algoritmes en software te beschouwen. We moeten onderzoeken hoe we kunnen onderhandelen tussen het lezen van teksten van dichtbij en van veraf en hoe micro-analyse en macro-analyse nuttig met elkaar kunnen worden verzoend in een humanistisch werk”.

### Negatieve publiciteit
Klein en Gold merken op dat veel verschijningsvormen van de digitale geesteswetenschappen in de publieke media vaak kritisch zijn. Armand Leroi, die in The New York Times schrijft, bespreekt het contrast tussen de algoritmische analyse van thema's in literaire teksten en het werk van Harold Bloom, die de thema's van de literatuur kwalitatief en fenomenologisch in de tijd analyseert. Leroi vraagt zich af of de digitale geesteswetenschappen al dan niet een werkelijk robuuste analyse van literatuur en maatschappelijke fenomenen kunnen bieden of een nieuw alternatief perspectief bieden. De literatuurtheoreticus Stanley Fish beweert dat de digitale geesteswetenschappen een revolutionaire agenda nastreven en daarmee de conventionele normen van "superioriteit, autoriteit en disciplinaire macht ondermijnen”. Wetenschappers uit de digitale geesteswetenschappen merken echter op dat "De digitale geesteswetenschappen een uitbreiding zijn van de traditionele kennisvaardigheden en -methoden en niet een vervanging daarvoor. De onderscheidende bijdragen van de geesteswetenschappen zijn niet bedoeld om de inzichten uit het verleden uit te wissen, maar om de jarenlange inzet van de geesteswetenschappen voor wetenschappelijke interpretatie, gefundeerd onderzoek, gestructureerde argumentatie en dialoog binnen de praktijkgemeenschappen aan te vullen en te vervolledigen”.
Sommigen hebben de digitale geesteswetenschappen geprezen als een oplossing voor de ogenschijnlijke problemen binnen de geesteswetenschappen, namelijk een afname van de financiering, een herhaling van de debatten en een wazige theoretische claims en methodologische argumenten. Adam Kirsch, die in de New Republic schrijft, noemt dit de "Valse Belofte" van de digitale geesteswetenschappen. Terwijl de rest van de geesteswetenschappen en veel afdelingen van de sociale wetenschappen een afname van de financiering of het prestige zien, zien de digitale geesteswetenschappen de financiering en het prestige toenemen. De digitale geesteswetenschappen, belast met de problemen van de nieuwheid, worden besproken als ofwel een revolutionair alternatief voor de geesteswetenschappen zoals die gewoonlijk worden bedacht, ofwel als gewoonweg nieuwe wijn in oude vaten. Kirsch is van mening dat de digitale geesteswetenschappers eerder marketeers zijn in plaats van wetenschappers, die slechts getuigen van hun grote capaciteit voor onderzoek, eerder dan het effectief uitvoeren van nieuwe analyses, en als ze dat doen, slechts onderzoek doen via triviale salon trucs. Deze vorm van kritiek werd herhaald door anderen, zoals in Carl Staumshein in Inside Higher Education, die het een "Digital Humanities Bubble" noemde. Later in dezelfde publicatie beweert Straumshein dat de digitale geesteswetenschappen een 'Corporatist Restructuring' van de geesteswetenschappen is. Sommigen zien de alliantie van de digitale geesteswetenschappen met het bedrijfsleven als een positieve wending, waardoor het bedrijfsleven meer aandacht en (financiële) middelen gaat besteden aan de geesteswetenschappen.  Als het niet onder de titel van digitale geesteswetenschappen zou vallen, zou het kunnen ontsnappen aan de beschuldigingen dat het elitair is en onevenredig wordt gefinancierd.

### Zwarte doos
Er is ook kritiek geuit op het gebruik van digitale geesteswetenschappelijke instrumenten door wetenschappers die niet volledig begrijpen wat er gebeurt met de gegevens die ze invoeren en te veel vertrouwen stellen in de "zwarte doos" van software die onvoldoende kan worden onderzocht op fouten. Johanna Drucker, professor aan de UCLA Department of Information Studies, heeft kritiek geuit op de "epistemologische misvattingen" die voorkomen in populaire visualisatietools en -technologieën (zoals Google's n-gram grafiek) die gebruikt worden door wetenschappers uit de digitale geesteswetenschappen en het grote publiek, waarbij zij een aantal netwerkdiagrammen en onderwerp modelleringshulpmiddelen "gewoonweg te grof noemt voor humanistisch werk”. Het gebrek aan transparantie in deze programma's verhult de subjectieve aard van de gegevens en de verwerking ervan, stelt ze, omdat deze programma's "standaarddiagrammen genereren op basis van conventionele algoritmen voor schermweergave… en het erg moeilijk maken om de semantiek van de gegevensverwerking aan te tonen”.

### Diversiteit
Ook onder de beoefenaars van de digitale geesteswetenschappen zelf is er recentelijk enige controverse geweest over de rol die ras- en/of identiteitspolitiek speelt. Tara McPherson schrijft een deel van het gebrek aan raciale diversiteit in de digitale geesteswetenschappen toe aan de modaliteit van UNIX en de computers zelf. Een open discussie op DHpoco.org leverde onlangs meer dan 100 commentaren op over de kwestie van het ras in de digitale geesteswetenschappen, waarbij wetenschappers niet akkoord geraken over de mate waarin raciale (en andere) vooroordelen invloed hebben op de instrumenten en de teksten die beschikbaar zijn voor onderzoek op het gebied van de digitale geesteswetenschappen. McPherson stelt dat er inzicht in en theorieën over de implicaties van de digitale technologie en het ras nodig zijn, zelfs als het geanalyseerde onderwerp niet over ras zou gaan.
Amy E. Earhart bekritiseert de nieuwe digitale geesteswetenschappen "canon" en de verschuiving van websites die eenvoudige HTML gebruiken naar het gebruik van de TEI en visuele technieken in projecten voor tekstarchivering. Werken die eerder verloren of uitgesloten waren, kregen een nieuwe thuis op het internet, maar veel van dezelfde marginaliserende praktijken die in de traditionele geesteswetenschappen werden aangetroffen vonden ook digitaal plaats. Volgens Earhart is er een behoefte om "de canon te onderzoeken die wij, als digitale humanisten, aan het construeren zijn, een canon die scheeftrekt naar traditionele teksten en cruciaal werk van vrouwen, mensen van kleur en de LGBTQ-gemeenschap uitsluit".

### Toegangsvraagstukken
Beoefenaars van de digitale geesteswetenschappen komen eveneens onvoldoende tegemoet aan de behoeften van gebruikers met een handicap. George H. Williams stelt dat een universeel ontwerp noodzakelijk is om de bruikbaarheid te vergroten, omdat "veel van de meest waardevolle digitale bronnen nutteloos zijn voor mensen die bijvoorbeeld doof of slechthorend zijn, maar ook voor mensen die blind zijn, slechtziend zijn of moeite hebben met het onderscheiden van bepaalde kleuren. Om een succesvolle toegankelijkheid en een productief universeel ontwerp te bieden, is het belangrijk om te begrijpen waarom en hoe gebruikers met een handicap de digitale bronnen gebruiken en er rekening mee te houden dat iedere gebruiker hun informatieve behoeften op een andere manier benadert”.

### Cultuurkritiek
De digitale geesteswetenschappen werden bekritiseerd voor het negeren van de traditionele vragen over de afkomst en de geschiedenis in de geesteswetenschappen, maar missen ook de fundamentele cultuurkritiek die de geesteswetenschappen definieert. Het valt echter nog te bezien of de geesteswetenschappen al dan niet verbonden moeten zijn met de cultuurkritiek op zich om de geesteswetenschappen te zijn. De wetenschappen zouden zich de digitale geesteswetenschappen kunnen voorstellen als een welkome verbetering ten opzichte van de niet-kwantitatieve methoden van de geesteswetenschappen en sociale wetenschappen.

### Moeilijkheden bij de evaluatie
Naarmate het veld volwassener wordt, wordt erkend dat het standaardmodel van academische peer-review niet altijd geschikt is voor digitale geesteswetenschappelijke projecten, waarbij vaak gebruik wordt gemaakt van websitecomponenten, databanken en andere niet-afdrukbare objecten. De evaluatie van kwaliteit en impact vereist dus een combinatie van oude en nieuwe methoden van peer review. Een van de antwoorden was de oprichting van het DHCommons Journal. Dit tijdschrift accepteert niet-traditionele inzendingen, met name digitale projecten in een intermediair stadium, en biedt een innovatief model van peer review dat meer geschikt is voor de multimediale, transdisciplinaire en mijlpalengedreven aard van projecten in de digitale geesteswetenschappen. Andere professionele geesteswetenschappelijke organisaties, zoals de American Historical Association en de Modern Language Association, hebben richtlijnen ontwikkeld voor de evaluatie van academische digitale onderzoeksprojecten.

### Gebrek aan aandacht voor de pedagogie
De editie 2012 van de Debates in the Digital Humanities erkende het feit dat de pedagogie het "verwaarloosde stiefkind" was van digitale geesteswetenschappen en bevatte een hele sectie over het onderwijzen van de digitale geesteswetenschappen. Een deel van de reden hiervoor is dat de onderzoeksprojecten in de geesteswetenschappen meer gericht zijn op onderzoek met meetbare resultaten dan op het onderwijzen van innovaties die moeilijker meetbaar zijn. In het besef van de noodzaak van meer onderzoeksprojecten op het gebied van onderwijs, is er een publicatie van Digital Humanities Pedagogy verschenen, met daarin casestudies en strategieën voor het onderwijzen van methoden van digitale geesteswetenschappen in verschillende disciplines.